# トウキョウ・ジャンボリー
『トウキョウ・ジャンボリー』(Tokyo Jumboree)は、ウェスターン・オール・スターズによるアルバム。1958年に東京芝浦電気レコードからリリースされた。
バック・バンドは堀威夫とスイング・ウェスト、原田実とワゴン・エースから選抜されたメンバーで構成されている。

## 収録曲
Side 1
1. デヴィルス・ドリーム・メドレー - Devil's Dream Medley
2. ミネトンカの湖畔にて - By the Water of Minnetonka
3. コールド・コールド・ハート - Cold, Cold Heart
4. 君を求めて - My Shoes Keep Walkin' back to You
5. 太く短かく - Live Fast, Love Hard, Die Young

Side 2
1. ティーンエイジ・ブギー - Teenage Boogie
2. 時経れば - Time Changes Everything
3. キャンディー・キッセス - Candy Kisses
4. ロング・ゴーン・ロンサム・ブルース - Long Gone Lonesome Blues
5. ワイルドウッド・フラワー - Wildwood Flower

## パーソネル
ウェスターン・オール・スターズ
- フィーチャリング・シンガー
  - 菊地正夫 (1-2)
  - 黒田美治 (1-3)
  - 石橋イサオ (1-4)
  - 寺本圭一 (1-5, 2-2)
  - 釜萢ヒロシ (2-1)
  - 斎藤任弘 (2-3)
  - 関口良信 (2-4)
- バンド
  - 原田実 (スティール・ギター。当時ワゴン・エース)
  - 大森利雄 (スティール・ギター。当時スイング・ウェスト)
  - 瀬谷福太郎 (エレクトリック・ギター*2-5以外。当時ワゴン・エース)
  - 藤本精一 (フィドル、1-1でフィーチャリング。当時ワゴン・エース)
  - 新井利昌 (アコーディオン、ピアノ。当時スイング・ウェスト)
  - 植田嘉靖 (ベース、エレクトリック・ギター&ヴォーカル*2-5のみ。当時スイング・ウェスト)
  - 佐野純 (ベース*2-5のみ。当時ワゴン・エース)
  - 田邊昭知 (スネア・ドラム。当時スイング・ウェスト)

二荒芳忠 (レコーディング・ディレクター)